# Anathana ellioti
Anathana ellioti є видом тупаї з монотипного роду Anathana, що зустрічається в гірських лісах центральної та південної Індії. Назва роду походить від тамільської назви moongil anathaan (буквально «бамбукова вивірка»), а назва виду — на честь сера Волтера Елліота з Державної служби Індії в Мадрасі.
Ця тупая має довжину від 16,0 до 18,5 см з хвостом від 16,5 до 19,5 см.
Цей вид тупаї не особливо деревний і проводить більшу частину свого часу на землі або лазить по кам’янистій місцевості в пошуках комах і насіння.